# سوسک داروخوار
سوسک داروخوار (نام علمی: Stegobium paniceum) نام یک گونه از تیره سوسک‌های مرگ است.